# العمليات الخاصة: لبؤة
العمليات الخاصة: لبؤة (بالإنجليزية: Special Ops: Lioness) هو مسلسل تلفزيوني أمريكي للتجسس والتشويق أنشأه تايلور شيريدان وعُرض أول مرة في 23 يوليو 2023، على باراماونت+.

## طاقم التمثيل

### الرئيسي
- زوي سالدانا في دور جو.
- ليزلا دي أوليفيرا بدور كروز مانويلوس.
- ديف أنابل، زوج جو.
- جيل فاغنر في دور بوبي.
- لامونيكا جاريت في دور تاكر.
- جيمس جوردن في دور تو كابس.
- أوستن هيبرت في دور راندي.
- جونا وارتون في دور تكس.
- ستيفاني نور بدور عليا عمر.
- هانا لوف لانيير بدور كيت.
- نيكول كيدمان بدور كايتلين ميد.
- مورغان فريمان في دور إدوين مولينز.